# Necoclí
Necoclí – miasto w Kolumbii, w departamencie Antioquia, nad zatoką Urabá. Według spisu ludności z 30 czerwca 2018 roku miasto liczyło 10 955 mieszkańców. 

## Urodzeni w Necoclí
- Juan Cuadrado, piłkarz[2]
- Yairo Moreno, piłkarz[3]